# Siekajärvi
Siekajärvi är en sjö i Gällivare kommun i Lappland och ingår i Råneälvens huvudavrinningsområde. Sjön är 0,7 meter djup, har en yta på 1,14 kvadratkilometer och befinner sig 317 meter över havet. Sjön avvattnas av vattendraget Siekajoki.
Namnet är finskt, men förleden kommer av det samiska ordet siehká, som avser ett skjul där man gjorde rökeld för renarna under sommaren.

## Delavrinningsområde
Siekajärvi ingår i det delavrinningsområde (741165-173254) som SMHI kallar för Utloppet av Siekajärvi. Medelhöjden är 323 meter över havet och ytan är 12,03 kvadratkilometer. Räknas de 2 avrinningsområdena uppströms in blir den ackumulerade arean 47,09 kvadratkilometer. Siekajoki som avvattnar avrinningsområdet har biflödesordning 2, vilket innebär att vattnet flödar genom totalt 2 vattendrag innan det når havet efter 157 kilometer. Avrinningsområdet består mestadels av skog (34 procent) och sankmarker (52 procent). Avrinningsområdet har 1,33 kvadratkilometer vattenytor vilket ger det en sjöprocent på 11,1 procent.